# Hjelmklæde
Hjelmklædet var et stykke stof som var fastgjort på hjelmens overside og hang ned over krigerens nakke og skuldre, højst sandsynligt for at tage af for solens varmende stråler. I nyere heraldik ses hjelmklædet undertiden omdannet til blade eller anden udsmykning.